# Erika Norberg
Erika Norberg (Skellefteå, 2 gennaio 1967) è una cantante svedese.

## Biografia
Famosa nel mondo della musica heavy metal per essere stata la moglie di Yngwie Malmsteen, Erika Norberg è una valida artista svedese, una buona interprete nell'affollato scenario AOR di fine anni '80.
Il debutto discografico si chiama Cold Winter Night, 1990, un album pieno di hit-singles come Together we're lost (canzone che entrò anche nella classifica pop svedese). Il disco presenta anche un assolo di chitarra dell'allora marito Yngwie Malmsteen nella canzone Emergency.
Il secondo disco si chiama In the arms of a stranger ed è un lavoro che si distacca dal songwriting prettamente scandinavo del primo disco per affidarsi ad alcuni esperti del settore americano. Esso vede dunque la partecipazione di Jack Ponti per le canzoni Danger in Disguise e Wake me up when the house is on fire.
Il prosieguo della carriera dell'artista non è più roseo come all'inizio, e i dischi Planet X e Ripe, di fine anni '90, non avranno il successo dell'accoppiata di inizio carriera.
Attualmente l'artista è fuori dal mondo musicale, e si occupa di giornalismo e di letteratura.

## Discografia
- Cold Winter Night (1990)
- In the arms of a stranger (1991)
- Lady Luck (1993)
- Planet X (1997)
- Ripe (1998)